# محمية وادي غزة الطبيعية
تم إعلان محمية وادي غزة الطبيعية كمحمية طبيعية من قبل سلطة جودة البيئة في السلطة الفلسطينية في يونيو 2000. ويقتصر على مجرى وادي غزة وسهله الفيضي وضفافه داخل قطاع غزة.
في وقت سابق، تم الاعتراف بوادي غزة كمنطقة مهمة للطيور، كونها نقطة توقف على مسار هجرة رئيسي أثناء هجرات الطيور بين شمال المنطقة القطبية الشمالية القديمة وإفريقيا.
تقع الأراضي الرطبة الساحلية بوادي غزة على القائمة المؤقتة (تم تقديمها في أبريل 2012) لإدراجها في قائمة التراث العالمي لليونسكو.
تم توثيق الحاجة إلى حماية المنطقة لأول مرة في عام 1998. حددت أعمال المسح اللاحقة مدى الحماية المطلوبة للموائل الفريدة في المنطقة. تضمنت المنطقة المختارة في البداية شرائط أرضية أوسع حول الوادي، ولكن تحت ضغط المعارضة المحلية، تم تخصيص الحماية لمنطقة أكثر تقييدًا بكثير.
المنطقة هي الأراضي الأراضي الساحلية الوحيدة في غزة مع تنوع بيولوجي فريد وواحدة من الأراضي الرطبة القليلة على ساحل البحر الأبيض المتوسط الشرقي، تحت الضغط على المناظر الطبيعية بسبب الأنشطة البشرية وتنمية الأراضي.
يبلغ طول مسار وادي غزة عبر قطاع غزة حوالي 9 كيلومترات من إجمالي طول يبلغ 105 كيلومترات. المسار به ثمانية تغييرات رئيسية في مساره داخل قطاع غزة. يتراوح عرضه داخل غزة بين 20 و 270 مترًا.
يحد الوادي من الشمال أراضي السلطات المحلية في الزهراء والمغراقة ووادي غزة. من الجنوب تحدها مخيمات اللاجئين النصيرات والبريج.